# Алаев, Владимир Александрович
Владимир Александрович Алаев (род. 1952; Ярославль) — Заслуженный тренер России по подводному плаванию, председатель Ярославской федерации подводного плавания.
Владимир Александрович Алаев был учеником Льва Константиновича Кропина, инженера моторного завода, который занимался тренерской деятельностью как хобби с 1961 года по 1980 год в бассейне при СТК «Мотор» ярославского моторного завода.

В секцию я пришел в 1967 году, когда мне уже исполнилось 14 лет. Для новичка это, конечно, поздновато. Но дело в том, что наша семья жила в Норском поселке. А там, сами понимаете, какие могут быть бассейны? Да и от центра города далековато. В общем, в первый раз одного в город родители отпустили меня только в 14-летнем возрасте. Явились мы с другом в морской клуб ДОСААФ. Честно говоря, тогда нам было все равно, в какую секцию записываться, лишь бы было интересно. Сунулись сначала в одну, но там потребовалось иметь свое снаряжение, которого у нас, естественно, не было. Ну и ладно. Стали мы снова изучать список секции. Смотрим - “секция подводного плавания”. Здорово звучит! Вот так мы и появились у “подводников”. Друга через год отсеяли - не смог выполнить норматив, то есть оказался профнепригоден, а я даже перевыполнил, значит, остался— 
Владимир Алалаев стал работать тренером по плаванию в ластах с 1974 года, в 1980 году он возглавил областную федерацию подводного спорта, в 1985 году открылась спортивная школа при АО «Домостроитель», в которой одним из отделений было подводное плавание, появились победители и призёры Первенства СССР и России.
Организовал команду при морской школе ДОСААФ, а с января 1995 года стал работать в открывшемся отделении подводного спорта ДЮСШ-4.
В 1994 году получил звание заслуженного тренера России.
Работал в спортивной школе № 7 города Ярославля (бассейн «Лазурный»).
С июня 2009 года не работает, так как подозревается в «развратных действиях без применения насилия» под видом массажа по отношению к своей 11-летней воспитаннице, которая пожаловалась на него родителям. Обстоятельства дела разбирались в передачах «Пусть говорят» и «Детектор лжи» на Первом канале.
Подавляющим большинством голосов зрителей признан невиновным и жертвой наговора.
В настоящее время (по сост. на 29.08.11) дело в суд не передано, а направлено на дополнительное расследование.

## Воспитанники
- Павел Кабанов — многократный чемпион и рекордсмен мира, многократный призёр Кубка России
- Елена Грачёва — трёхкратная чемпионка Европы.[7]